# Saison 2025-2026 de l'AS Monaco FC
Chronologie
Saison précédente Saison suivante
La saison 2025-2026 de l'AS Monaco est la soixante-septième saison du club monégasque en première division du championnat de France, la treizième consécutive du club au sommet de la hiérarchie du football français.
Le club évolue en Ligue 1, en Coupe de France et en Ligue des champions.

## Compétitions
| Championnat de France | Ligue des champions | Coupe de France |
| --------------------- | ------------------- | --------------- |
|                       |                     |                 |
| 1V 0N 0D              | 0V 0N 0D            | 0V 0N 0D        |
| TOTAL: 1V 0N 0D       |                     |                 |

### Championnat

#### Classement
| Rang | Équipe               | Pts | J | G | N | P | Bp | Bc | Diff | Qualification ou relégation                                                     |
| ---- | -------------------- | --- | - | - | - | - | -- | -- | ---- | ------------------------------------------------------------------------------- |
| 1    | AS Monaco            | 3   | 1 | 1 | 0 | 0 | 3  | 1  | +2   | Qualification pour la phase de ligue de la Ligue des champions                  |
| 2    | Paris Saint-Germain  | 3   | 1 | 1 | 0 | 0 | 1  | 0  | +1   | Qualification pour la phase de ligue de la Ligue des champions                  |
| 3    | RC Strasbourg Alsace | 3   | 1 | 1 | 0 | 0 | 1  | 0  | +1   | Qualification pour la phase de ligue de la Ligue des champions                  |
| 4    | AJ Auxerre           | 3   | 1 | 1 | 0 | 0 | 1  | 0  | +1   | Qualification pour le troisième tour de qualification de la Ligue des champions |
| 5    | Olympique Lyonnais   | 3   | 1 | 1 | 0 | 0 | 1  | 0  | +1   | Qualification pour la phase de ligue de la Ligue Europa                         |

## Effectif professionnel actuel
Le premier tableau liste l'efffectif professionnel du AS Monaco. Le second recense les prêts effectués par le club lors de la saison 2025-2026 .
En grisé, les sélections de joueurs internationaux chez les jeunes mais n'ayant jamais été appelés aux échelons supérieurs une fois l'âge limite dépassé.